# Alexandre Ebralidze
 (mai 2017).
Alexandre Ebralidze (en géorgien : ალექსანდრე ებრალიძე), connu en Russie sous le nom d'Alexandre Iossifovitch Ebralidze, né le 20 juin 1955 à Batoumi, est un homme d’affaires soviétique puis russe, d’origine géorgienne. Il est directeur général de la S.A. TALION et président du Congrès mondial des peuples de la Géorgie.

## Biographie
Il naît en 1955 à Batoumi (Géorgie à l'époque en URSS), d'une mère professeur des mathématiques et d'un père enseignant le russe, la littérature et l’histoire. Il pratique le sport dès son plus jeune âge, et plus tard la boxe et l’haltérophilie.
En 1971, après avoir terminé l’enseignement secondaire, il s’installe en Russie. Il obtient à Leningrad, future Saint-Pétersbourg le premier niveau en histoire à l’Université pédagogique d’État Herzen et le deuxième niveau en sciences juridiques à l’Académie juridique.  
En 1992, il fonde la société Centre de la coopération humanitaire et d'affaires S.A., devenue TALION S.A.. La société œuvre dans les domaines des promotions immobilières, de la restauration, du tourisme et de l’édition. Il réalise plusieurs projets de reconstruction et de restauration d'édifices du centre historique de Saint-Petersbourg, parmi lesquels l'Épicerie Elisseeff et le Palais Cheremetiev, ainsi que le Palais Osterman-Tolstoï. Tous les édifices reconstruits ont complètement gardé leur architecture historique et leurs intérieurs. 
Il crée également une société innovante dans l’industrie du bois qui produit les panneaux LVL à Torjok, dans la région de Tver. 
Il est cofondateur du prix russe Alexandre Nevski dans le domaine de l’histoire et de la littérature, l’initiateur et le commanditaire du projet de l’installation dans le centre de Saint-Pétersbourg du monument de Piotr Bagration. 
Il est marié, a deux filles et trois petites-filles.

## Activité politique
En février 2009, Alexandre Ebralidze fonde le Congrès mondial des peuples de la Géorgie.
Il souligne dans son adresse l'objectif de sortie de crise de la Géorgie pour un avenir de développement démocratique stable et déclare comprendre le point de vue de la Russie par rapport à la reconnaissance de l’indépendance de l’Abkhazie et de l’Ossétie du Sud, mais qu’il ne le soutient pas. 
Le 14 mai 2009, pendant la Conférence internationale des peuples de la Géorgie à Sotchi, il exprime son désir d’entrer dans la compétition pour le poste du président de la Géorgie, contre le président Mikheil Saakachvili. 
Il compte obtenir la citoyenneté géorgienne, s’occuper activement de la politique dans son pays natal, y compris publier un journal, créer une station radio et une chaîne de télévision en Géorgie. 
Le 12 avril 2012, le Congrès mondial des peuples de Géorgie se range aux côtés du Parti de la Liberté contre la majorité sortante du Mouvement national uni. 